# (74098) 1998 QA21
(74098) 1998 QA21 – planetoida z pasa głównego asteroid okrążająca Słońce w ciągu 4,11 lat w średniej odległości 2,57 j.a. Odkryta 17 sierpnia 1998 roku.